# Mino Montanari
Mino Montanari, all'anagrafe Wilmer Montanari (Cavriago, 17 agosto 1936 – Louhans, 30 novembre 2018), è stato un pittore italiano con cittadinanza francese.

## Biografia
Iniziò la sua carriera artistica sin dall'infanzia, durante la sua formazione nell'atelier di sarto del padre Leo Montanari, e ottenne nel 1949 il primo premio in un concorso destinato a celebrare la Pasqua. Il disegno eseguito all'inchiostro di china, intitolato "Crocefissione", gli valse, all'età di tredici anni, la pubblicazione e la diffusione a livello nazionale dell'opera sotto forma di cartolina e la ricompensa di 800 lire per la famiglia. A quell'epoca seguiva l'insegnamento alle scuole medie del celebre scultore e pittore Tonino Grassi (1913-1999).

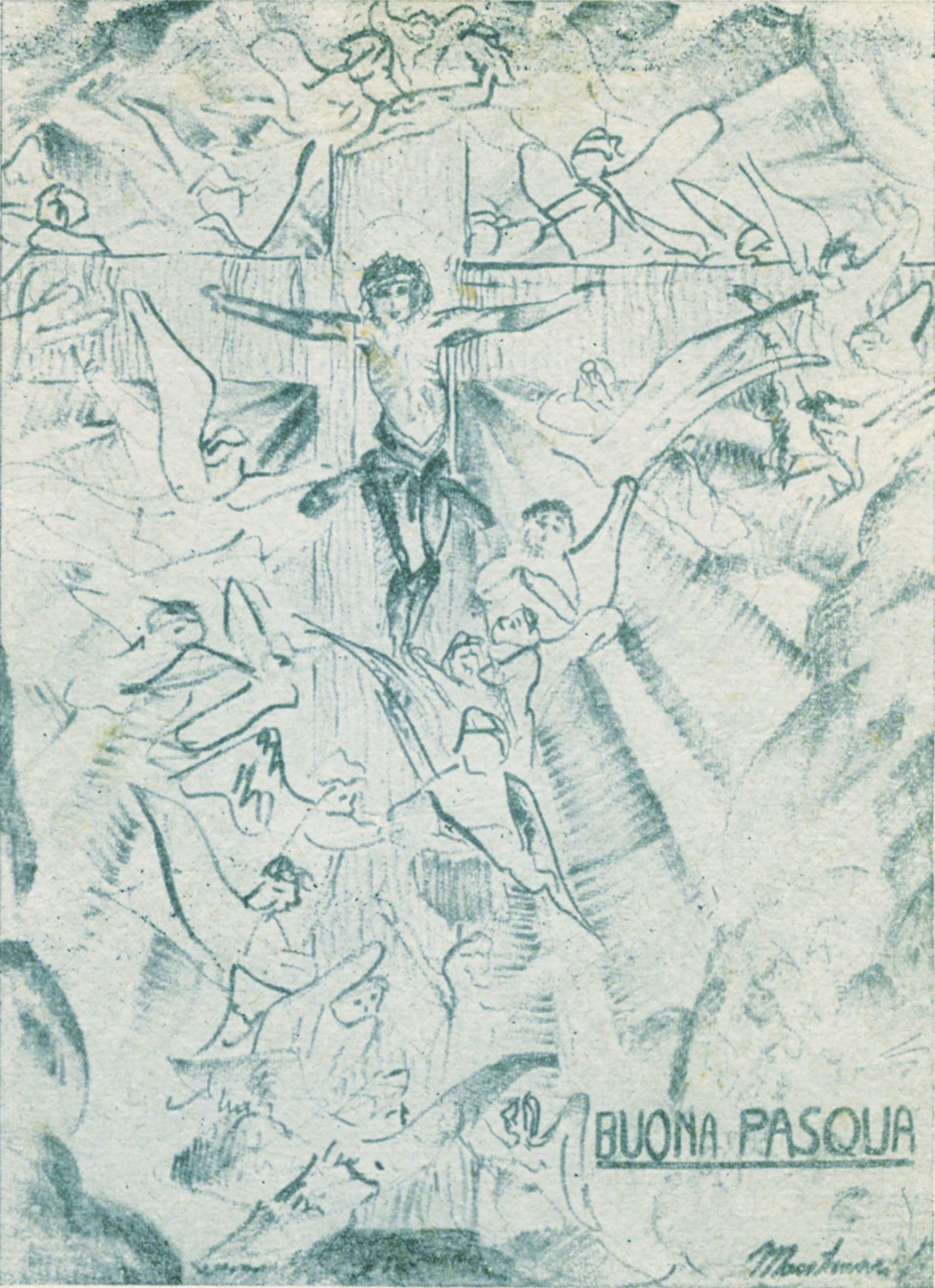
La crocefissione, inchiostro di china, 1949

Nel 1957, all'età di 21 anni, eseguì tre quadri dal vero di Sant'Ilario (Reggio Emilia), intitolati I Ponti di Sant'Ilario, Fabbrica di Laterizi e Case di Contadini nei dintorni di S. Ilario, nell'ambito del premio di pittura di Sant'Ilario d'Enza.
Seguono una serie di mostre nel 1965, tra le quali la Biennale Nazionale delle Regioni ad Ancona presso la Galleria Europa Arte, nella quale gli viene attribuito il Diploma Onorifico della Biennale delle Regioni per i suoi quadri  Tetti e case e Centrali Elettriche. Lo stesso anno partecipò al Premio Internazionale Europa Arte di Ancona, attorniato dagli artisti Carlo Carrà (pittura), Marino Marini, (scultura), Eugenio Montale (poesia), Giulio Carlo Argan (critica), Pier Paolo Pasolini (cinema), gli editori Fabbri Editori (stampa artistica) e fu selezionato tra i  « Cento artisti di Via Margutta » a Roma,  per la XVIII edizione; espose quindi le sue opere in quella celebre strada del cuore della capitale, dove abitava in quel periodo.
La sua carriera artistica è intimamente intrecciata alla carriera di stilista di moda, frutto della formazione col padre, che lo porta a creare, con sua moglie Rosanna Anceschi, sarta presso Max Mara e Confit, il proprio atelier a Roma in viale Mazzini.
Nel 1976 viene accolto dalla Galleria d'Arte di Arona per una retrospettiva che precederà la sua partenza dal paese natale, con sua moglie e i due figli, Alessandro e Claudia Montanari, in seguito a una proposta come stilista per la creazione di vestiti d'alta gamma presso il gruppo Korn. Nel 1992 i due quadri, Sogno di piccolo clown e Lo Specchio, vengono esposti nell'ambito del Salone 92, Società degli Artisti Francesi, al Grand Palais a Parigi i poi nel 1993 espone nell'ambito del 37º Salon International des Arts Plastiques di Béziers. La sua partenza per la Francia non comporta un'interruzione del legame con il suo paese di origine,  poiché nel 1995, dopo l'invito dello storico Gino Badini, direttore degli Archivi di Stato di Reggio Emilia e del Municipio di Reggio nell'Emilia, i suoi quadri vengono esposti in una retrospettiva nelle sale di Esposizione di San Rocco
Sollecitato dallo scrittore Marco Pattacini, Mino Montanari s'impegna nel progetto collettivo Aldilà del muro a Reggio Emilia nel 1996, facendo dono del suo quadro Confidenze al profitto dell'associazione per la ricerca e le cure dell'AIDS (ARRCA).12. Il suo itinerario artistico non segna però un taglio con il suo paese d'adozione, la Francia. Infatti espone a St Cyr sur Loire e a Tours. Viene invitato a esporre le sue opere dal conservatore Dominique Rivière al Castello Pierre-de-Bresse, presieduto da Pierre Joxe, nel 1997 Questo legame tra la Francia e l'Italia si conferma nel 2000: i suoi quadri vengono esposti nell'ambito del gemellaggio Parma/Tours nelle sale del Monastero San Paolo a Parma con il titolo Mino Montanari pittore emiliano, e a Tours, dal 5 al 12 marzo, e il suo personaggio è ritratto nella rivista La Voce degli italiani in Francia e nella Rivista 23 Marzo con il titolo Cavriago amore mio
Gli è stato proposto di partecipare alla prima artoteca d'Italia, sorta nel 2011 nel suo paese d'origine, Cavriago.				
Un partenariato culturale internazionale è stato creato tra il Sindaco di Louhans-Châteaurenaud, Frédéric Bouchet, il conservatore dell'Ecomuseo della Bresse borghignone e del Museo delle Belle Arti di Louhans, Dominique Rivière, il Sindaco di Cavriago Paolo Burani durante una visita ufficiale in Italia a Cavriago nell'ottobre 2016. In quell'occasione sono stati ricevuti dall'assessora di Reggio Emilia, Natalia Maramotti. E possibile consultare qualche opera sulla rete. La retrospettiva dell'opera di Mino Montanari è esposta al Museo delle Belle Arti di Louhans e al castello Pierre de Bresse da aprile a fine settembre 2018. La mostra è accolta dai Sindaci Luca Vecchi e Paolo Burani da novembre 2018 in cinque sedi in Italia: la Galleria Parmeggiani e l'hôtel San Marco a Reggio Emilia, il vecchio e il nuovo Municipio, il Multiplo a Cavriago.

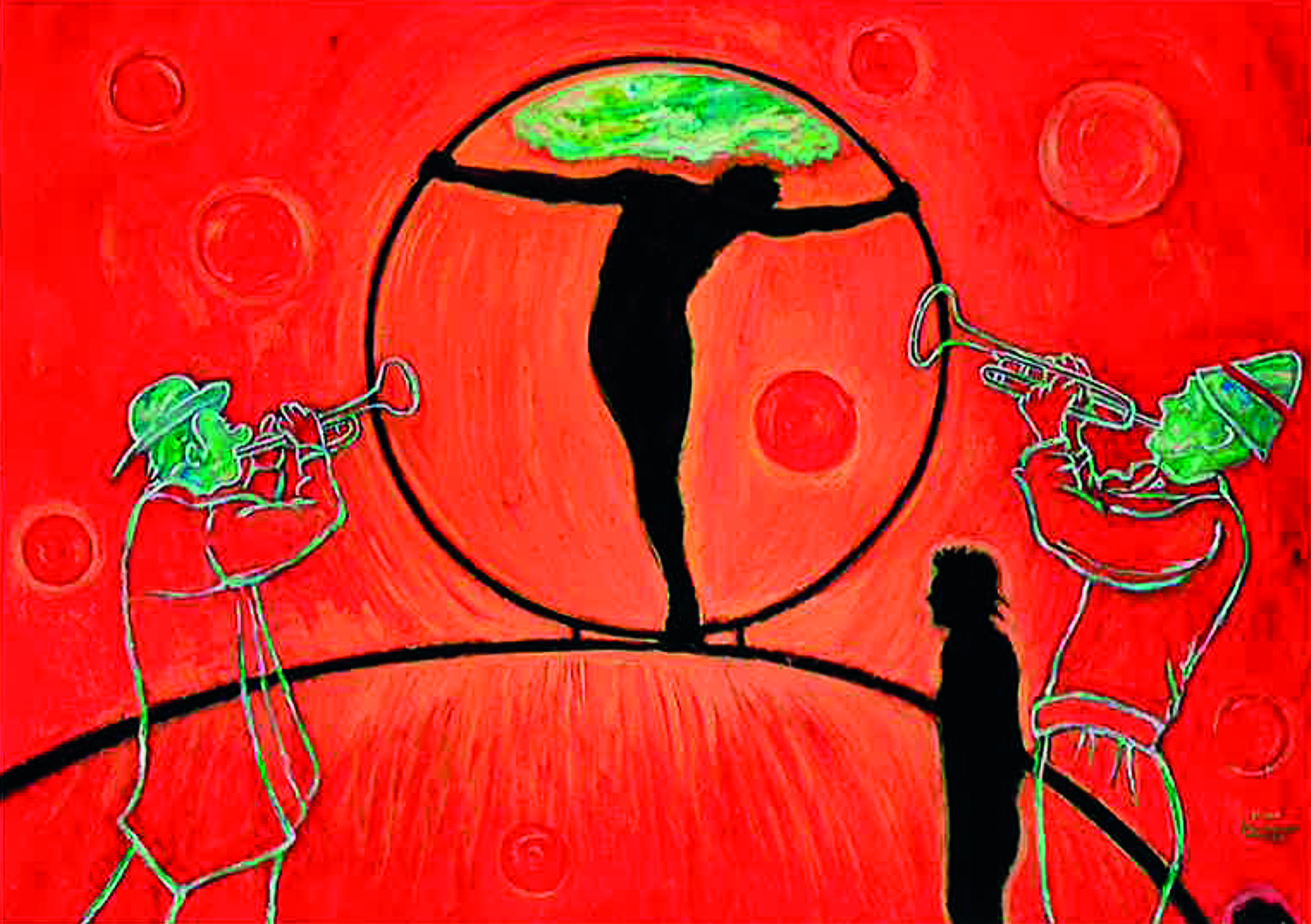
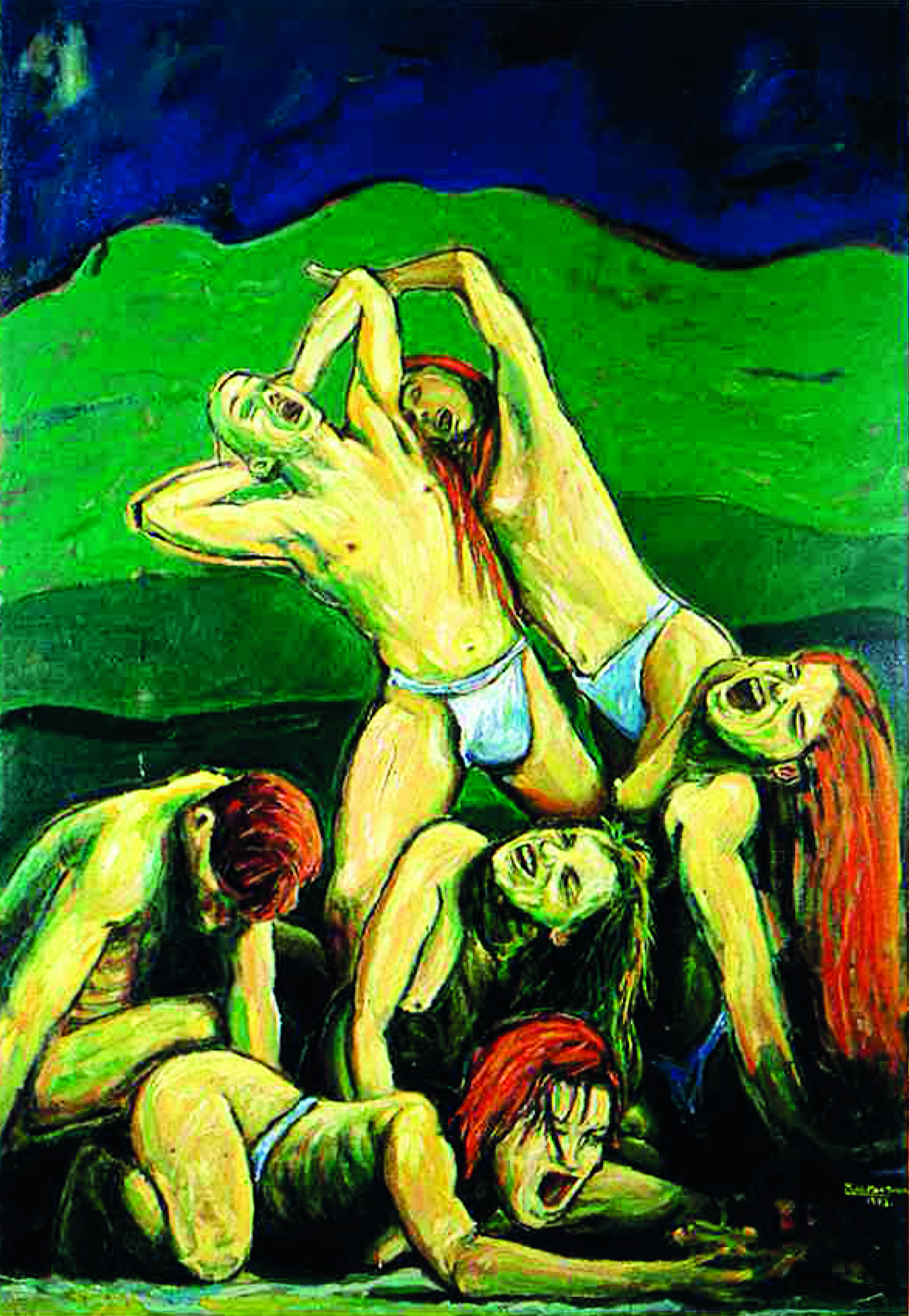
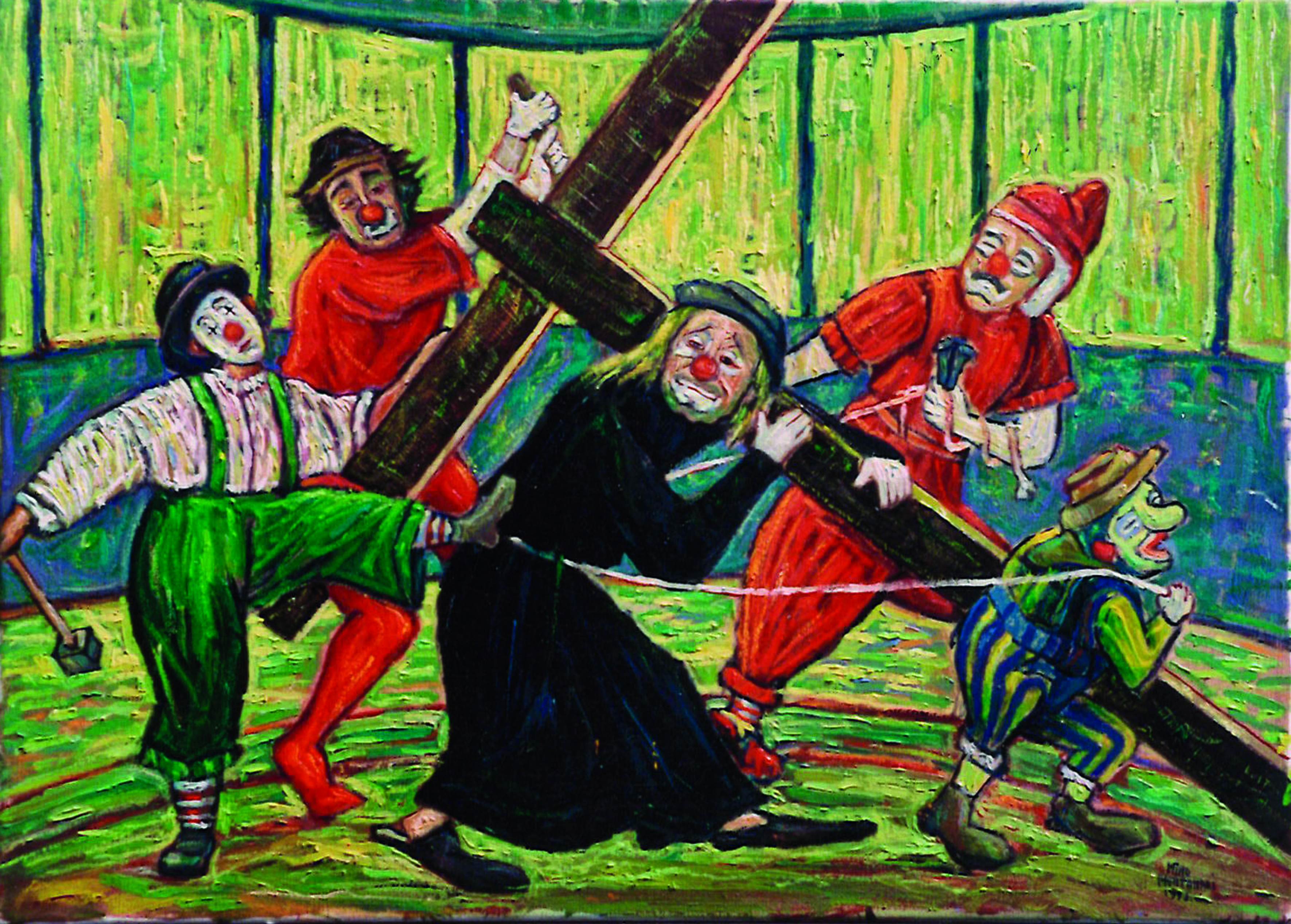

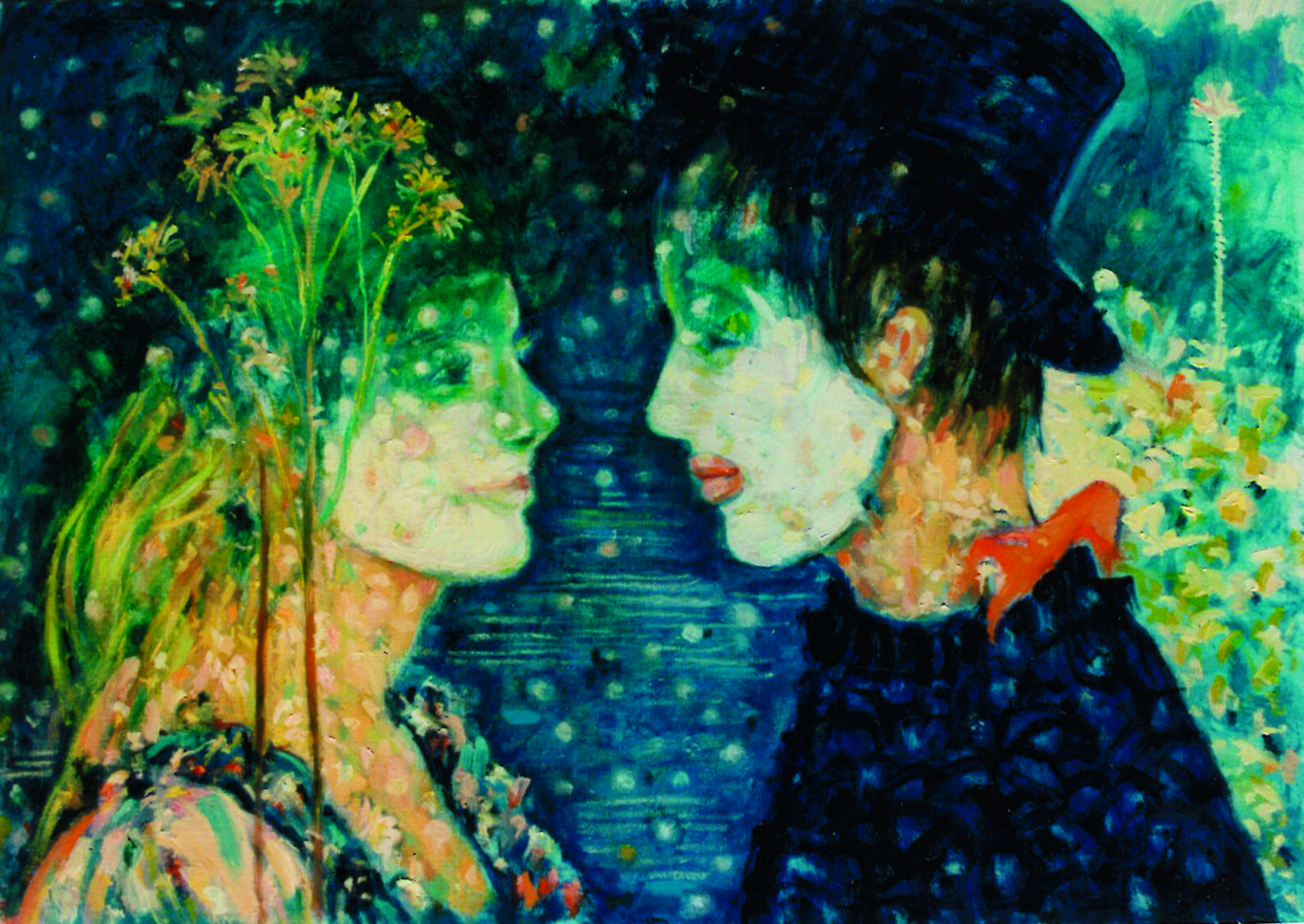
Poesia nel blu, 1996
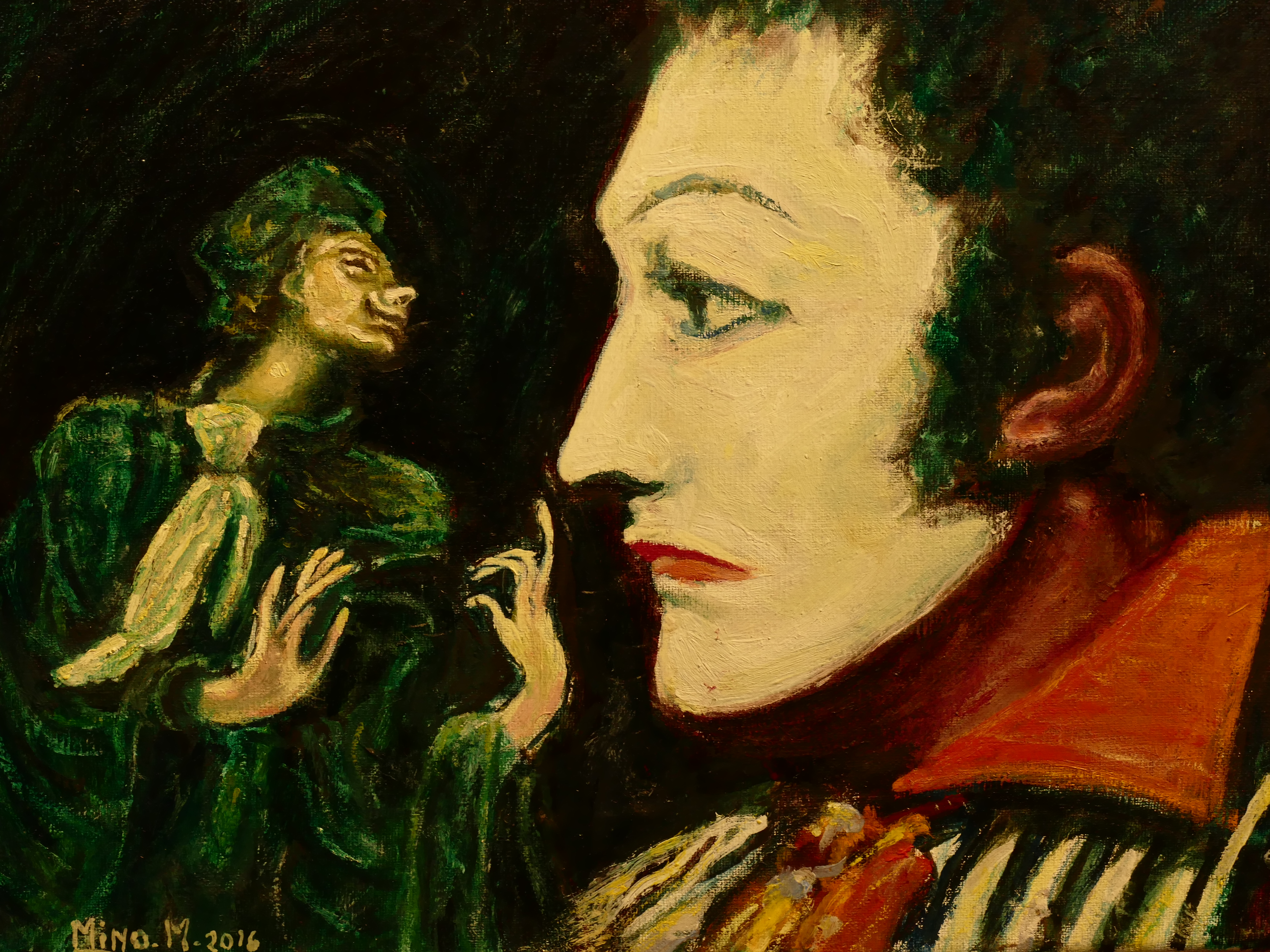
Tu ero io, 2016
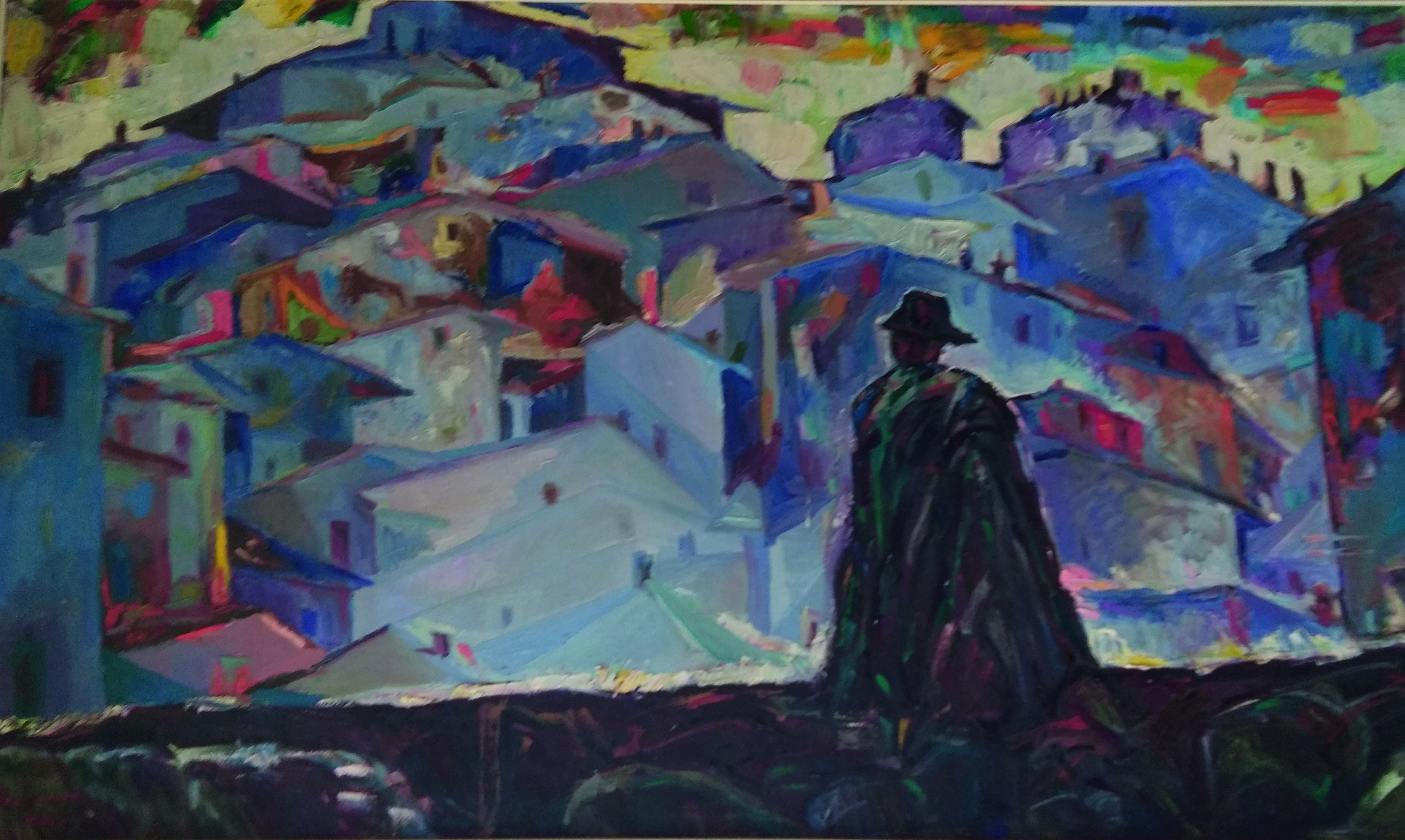
Il ritorno al paese,
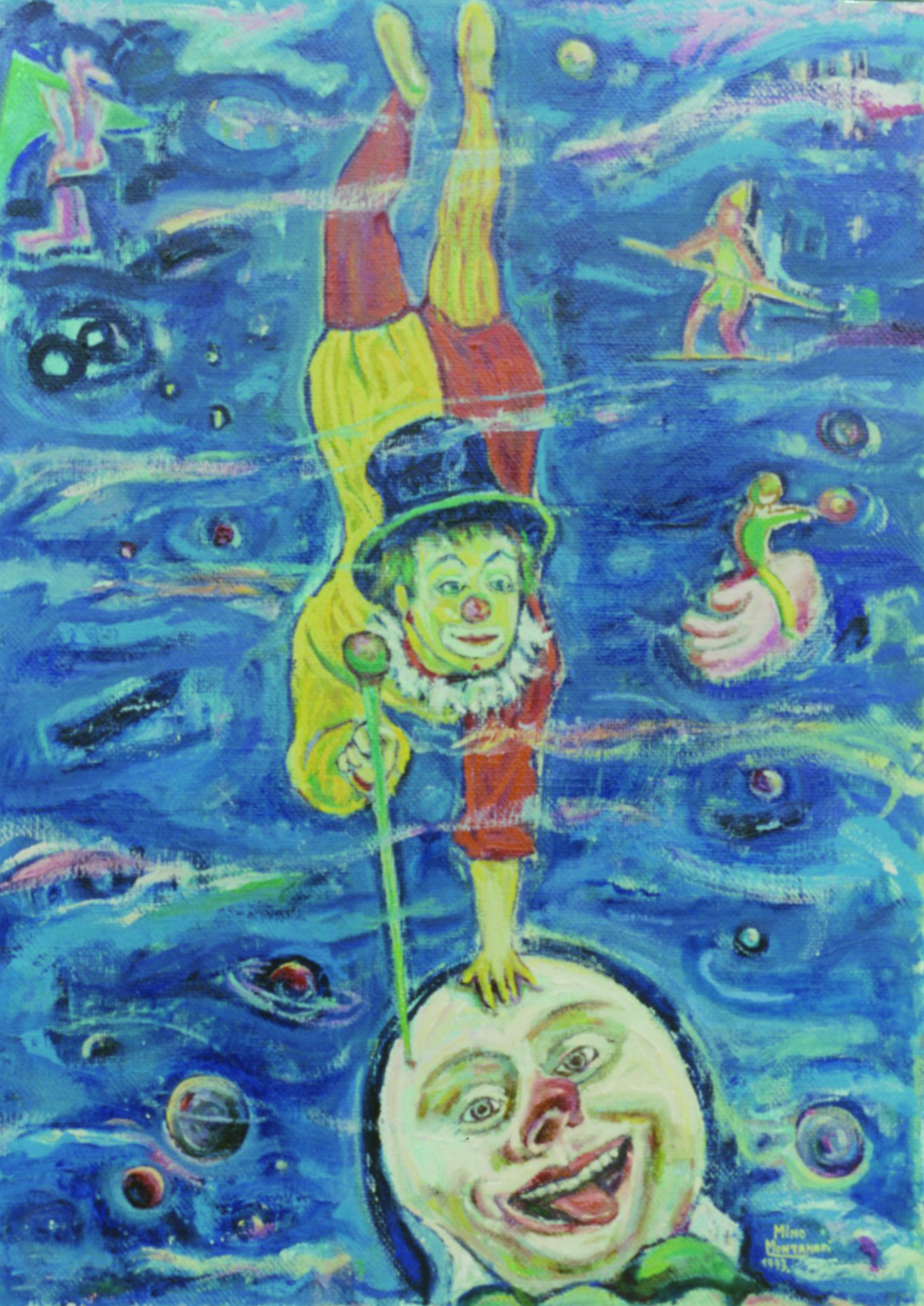
il clown e la sua luna

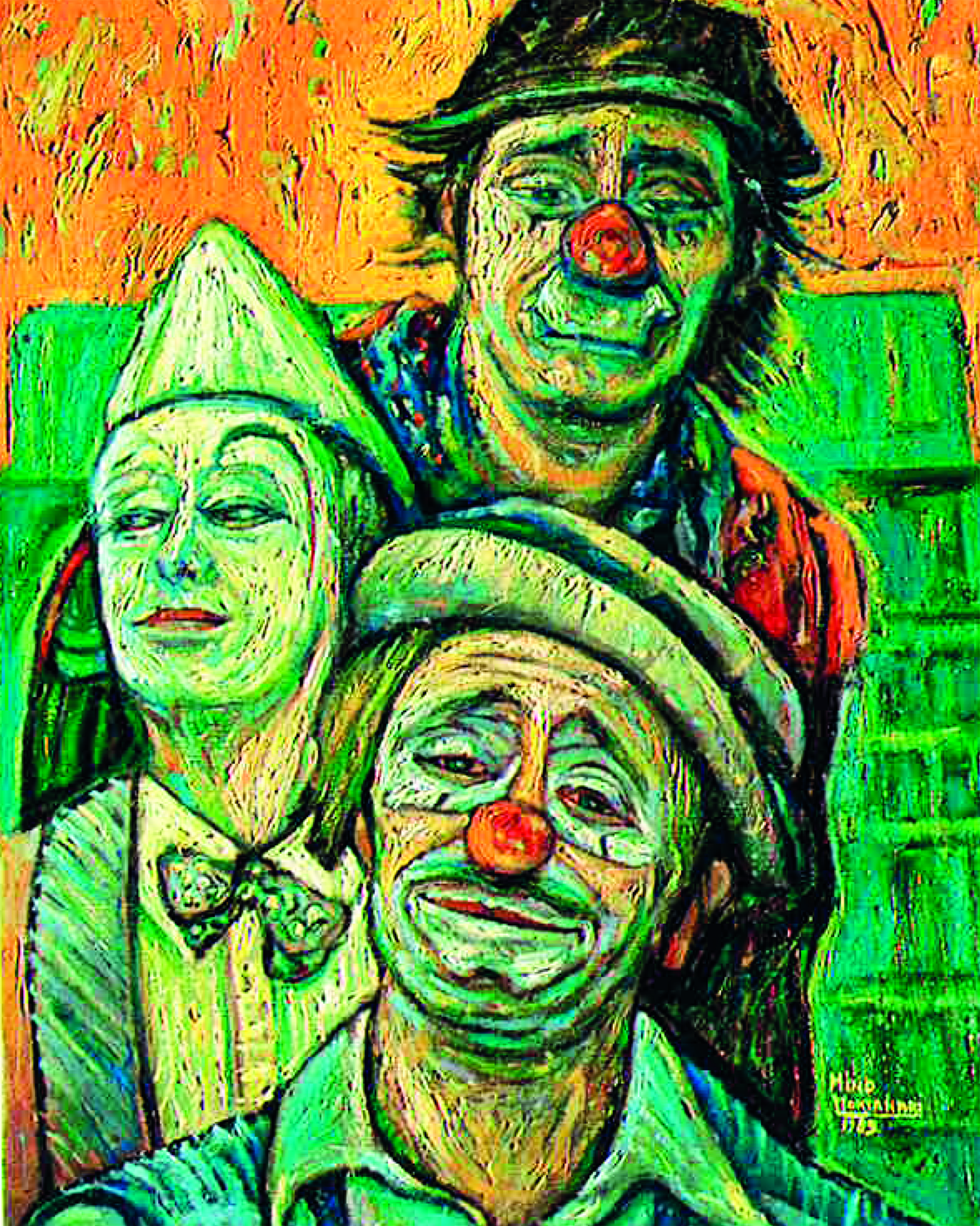
Gli artisti, 1969
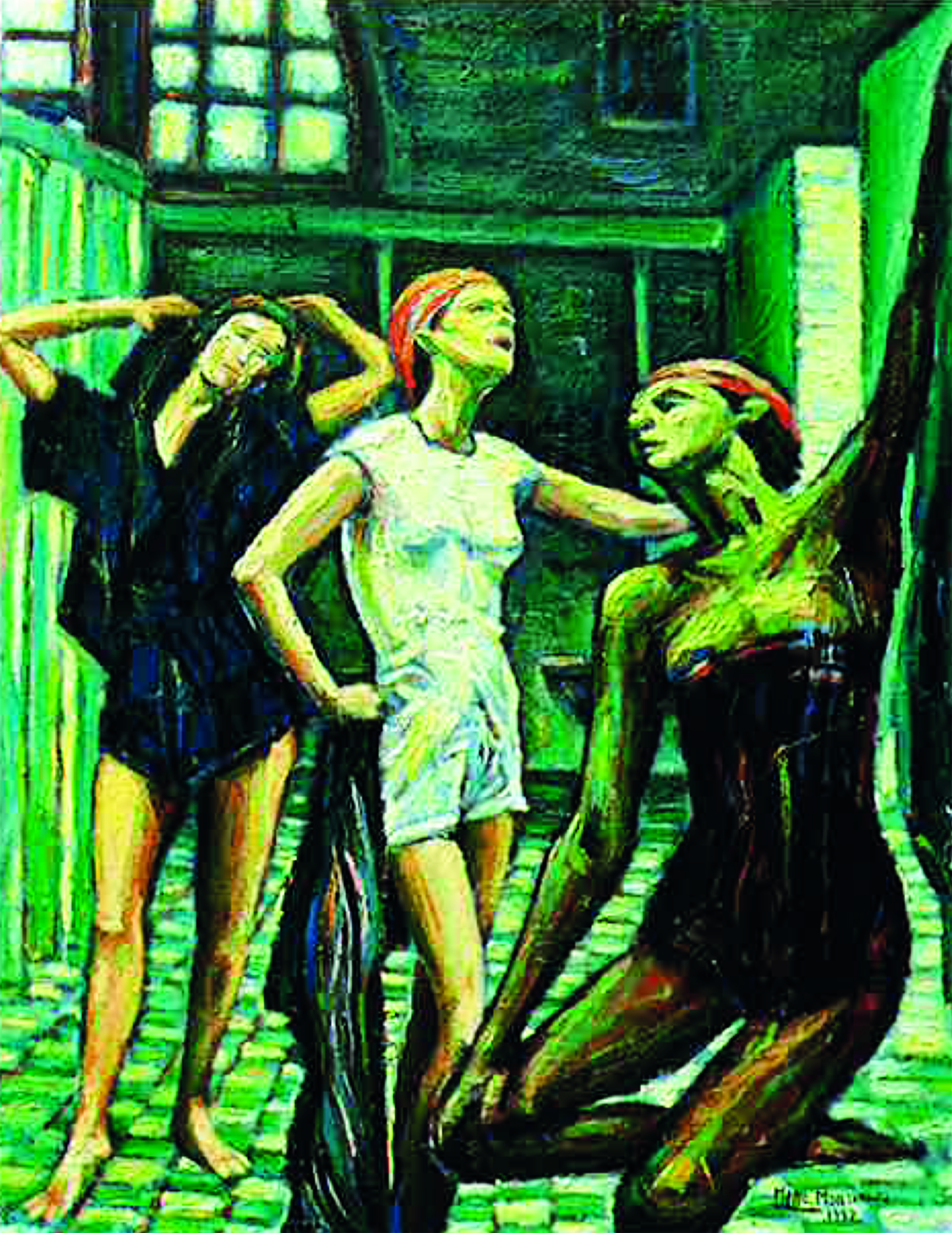
I camerini, 1982
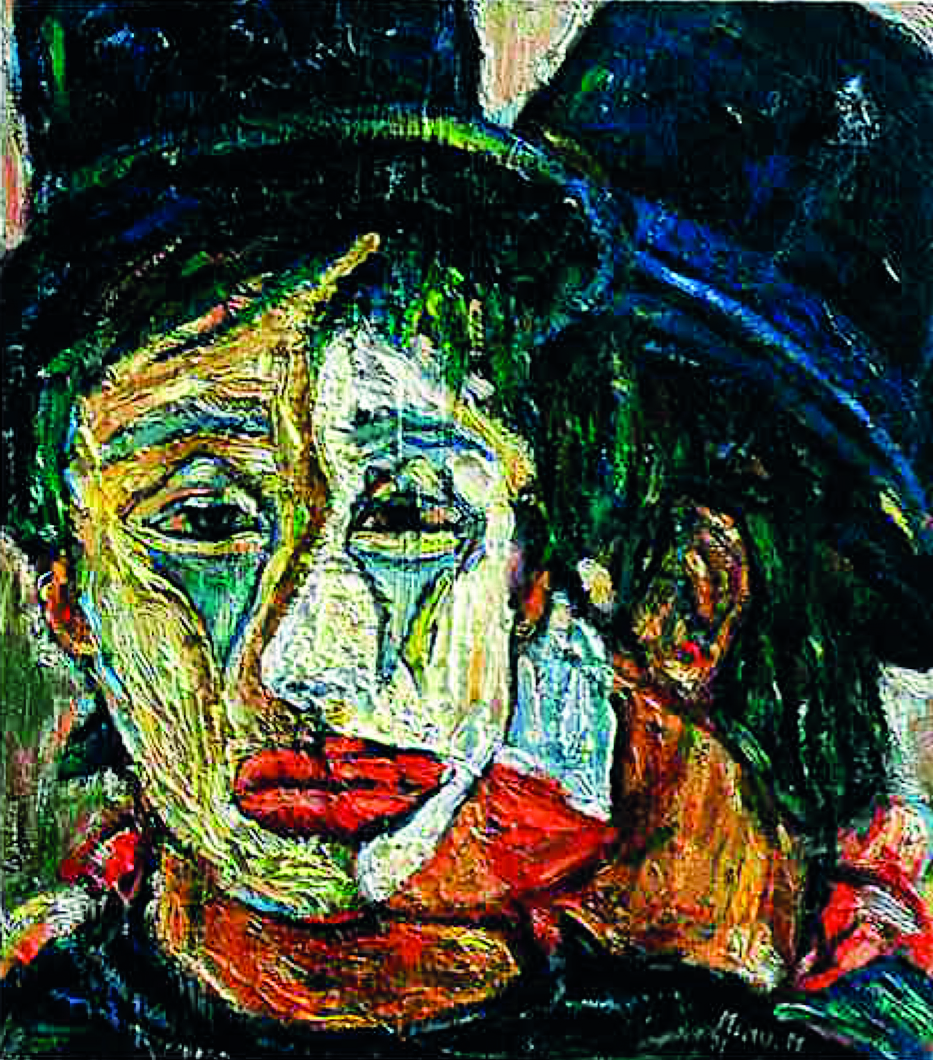
Identità, 1991
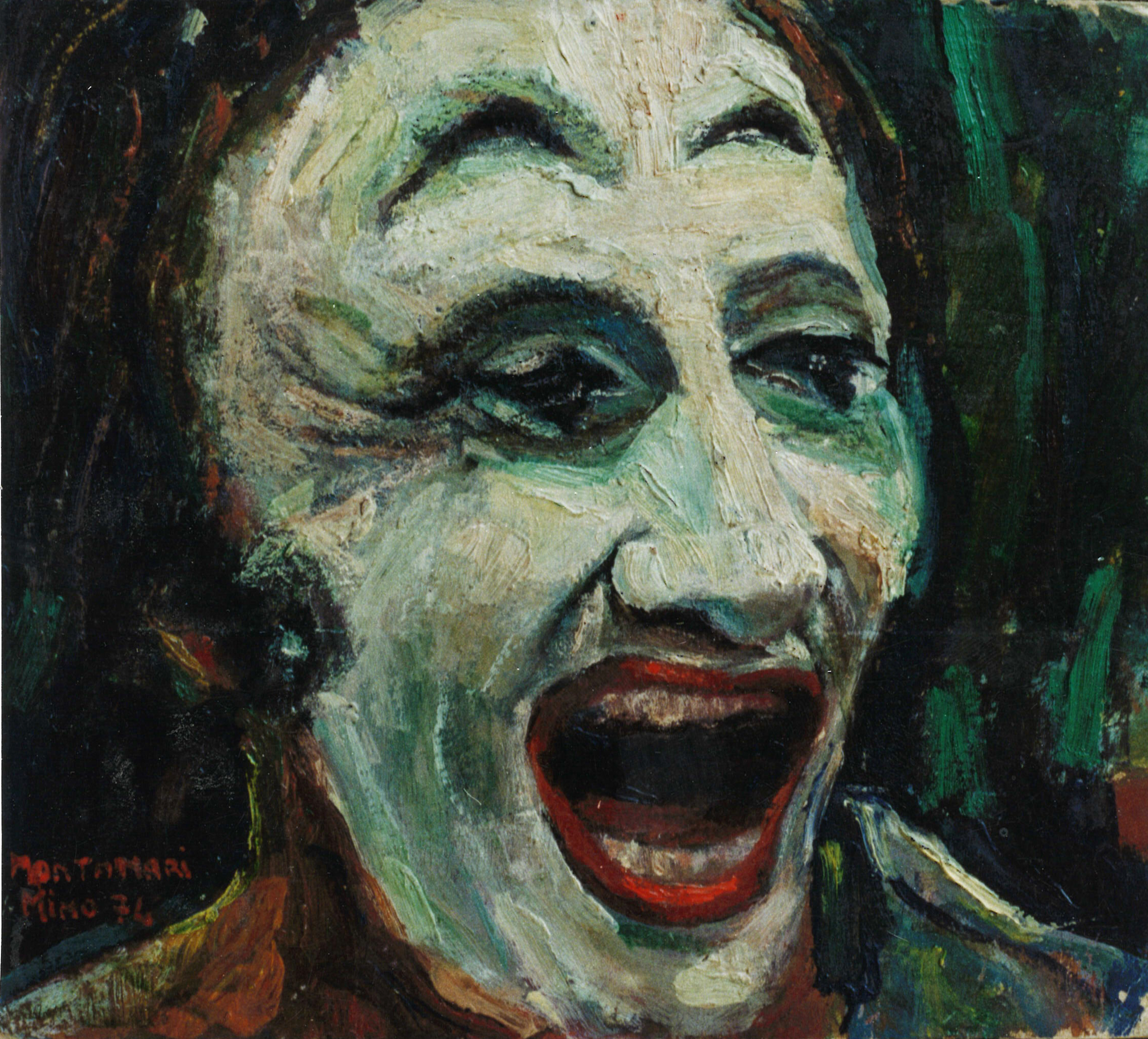
Il clown, 1974